# Václav Šmídl
Václav Šmídl (Prága, 1940. március 18. –) olimpiai ezüstérmes csehszlovák válogatott cseh röplabdázó.

## Pályafutása
Az 1960-as brazíliai és az 1962-es szovjetunióbeli világbajnokságon az ezüstérmet szerzett csapat tagja volt. Az 1964-es tokiói olimpián ezüstérmet szerzett a válogatottal. Az 1966-os hazai rendezésű világbajnokságon aranyérmet nyert, a következő évben a törökországi Európa-bajnokságon ezüstérmet szerzett a csapattal.

## Sikerei, díjai
- Olimpiai játékok
  - ezüstérmes: 1964, Tokió
- Világbajnokság
  - aranyérmes: 1966, Csehszlovákia
  - ezüstérmes: 1960, Brazília, 1962, Szovjetunió
- Európa-bajnokság
  - ezüstérmes: 1967, Törökország